# 小橋稔
小橋 稔（こばし みのる、1928年（96 - 97歳） - ）は日本の作曲家。
東京芸術大学卒業で声楽家として活動するが、後に石桁真礼生に師事。1960年代頃から作曲を始め前半は管弦楽で、後半は声楽作品で数々の賞を受ける。その後日本的な舞台作品、1970年代は打楽器の作曲の時代に入る。国際現代音楽協会 (ISCM) などでも入選し海外でも演奏されている。代表作は1975年作の打楽器グループのための「阿呟」（あうん）がある。

## 入賞歴
日本音楽コンクール作曲部門第1部（管弦楽曲）にて、第33回（1964年）3位、第34回（1965年）入選。
国際現代音楽協会1979年アテネにおいて「鬼女」で〈世界音楽の日々〉日本作品入選、1978年ストックホルム / ヘルシンキにて「阿呟」（あうん）入選。

## 作品
- 交響詩「東京オリンピック」（1963年、ビクター入賞）
- 管弦楽のための2章（1964年、第33回日本音楽コンクール入選）
- 交響的変奏曲（1964年、第33回日本音楽コンクール第3位）
- 佐渡の民謡による交響詩「鬼太鼓幻想」（1965年、TBS賞入賞）
- 小交響曲（ 1965年、第34回日本音楽コンクール入選）
- 管弦楽のための3つの断章（1967年、内閣主催「21世紀の日本」作曲部門入選）
- 合唱と管弦楽のための「富士讃歌」（1967年）
- 箏・十七絃と三本のフルートのための音楽（1970年）
- ピアノと打楽器と管弦楽のための「うゐ」（1981年）
- 4人の打楽器奏法のためのレクイエム
- 三好達治の詩による二つの歌
- 草野心平の詩による三つの蛙の歌